# Йордан Павлов
Йордан Стоянов Павлов е български политик от Демократическата партия, бивш кмет на Русе.

## Биография
Произхожда от известна русенска фамилия. В миналото по-големия му брат Ангел е бил на два пъти кмет на Русе. Получава солидно образование в Белгия по строително инженерство, Йордан Павлов работи близо 2 десетилетия във Видинската община. След Първата световна война се завръща в Русе и многократно е избиран за общински съветник.

### Кметски мандат
Трудностите по време на кметуването му са свързани основно с продължаващата световна криза и силната поляризация в общинския съвет. Наред с грижата за прехраната и безработните Й. Павлов се опитва да реши и някои проблеми на благоустрояването на града. Като строителен инженер става инициатор за разработването на дългосрочна програма за благоустрояване на Русе, а не да се работи на парче. По-конкретно се довършва павирането на улиците „Доростол“, „Цар Борис III“ и „Бяла“ („Христо Смирненски“, днес „Трети март“). Полага се каменна настилка и се правят тротоари и калдъръми по улиците, водещи към тях. Макар и бавно, водоснабдяването напредва, но силно изостава канализацията. Старата е вече негодна, а от одобрения план за модернизирането и са направени само 1100 м в центъра. При тази дейност кметът ангажира част от безработните. Той предпочита да им осигурява работа, а не даване на парични помощи. Те трябва да се ограничават само за зимните месеци, за болни и възрастни.
По времето на Йордан Павлов е построен Църковният салон, до църквата „Света Троица“ (в по-ново време реконструиран и обновен за нуждите на Русенската опера), в центъра, в началото на ул. „Ангел Кънчев“ е издигнат бюст-паметник на българския революционер.
След преврата от 19 май 1934 г. за кмета става ясно, че краят на мандата му е въпрос на време, но той продължава да изпълнява функциите си. На 21 май по предложение на кмета се приема протестно писмо до правителството на Кимон Георгиев срещу новото административно деление на страната, което принизява Русе до ролята на обикновен околийски център в състава на новата Шуменска област. Независимо че е отличен експерт, инж. Й. Павлов става жертва на политическия преврат в страната.